# Kozubiec
Kozubiec – wieś w Polsce położona w województwie wielkopolskim, w powiecie wrzesińskim, w gminie Miłosław. W latach 1975–1998 miejscowość administracyjnie należała do województwa poznańskiego.